# Eduard Vilde

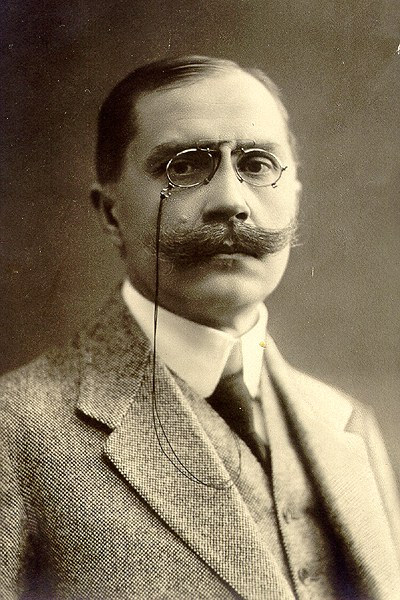
Eduard Vilde (1911)

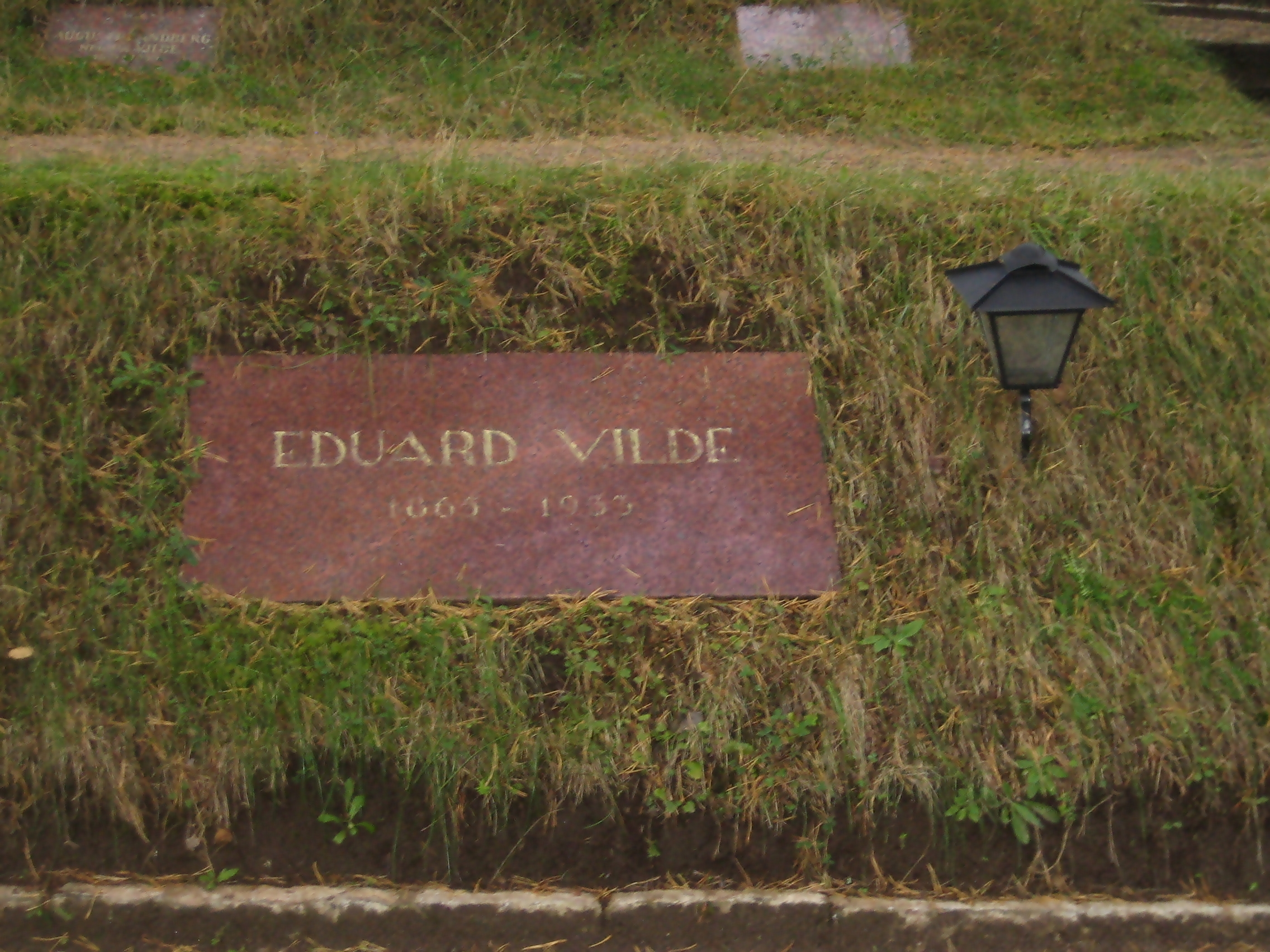
Grab auf dem Tallinner Waldfriedhof

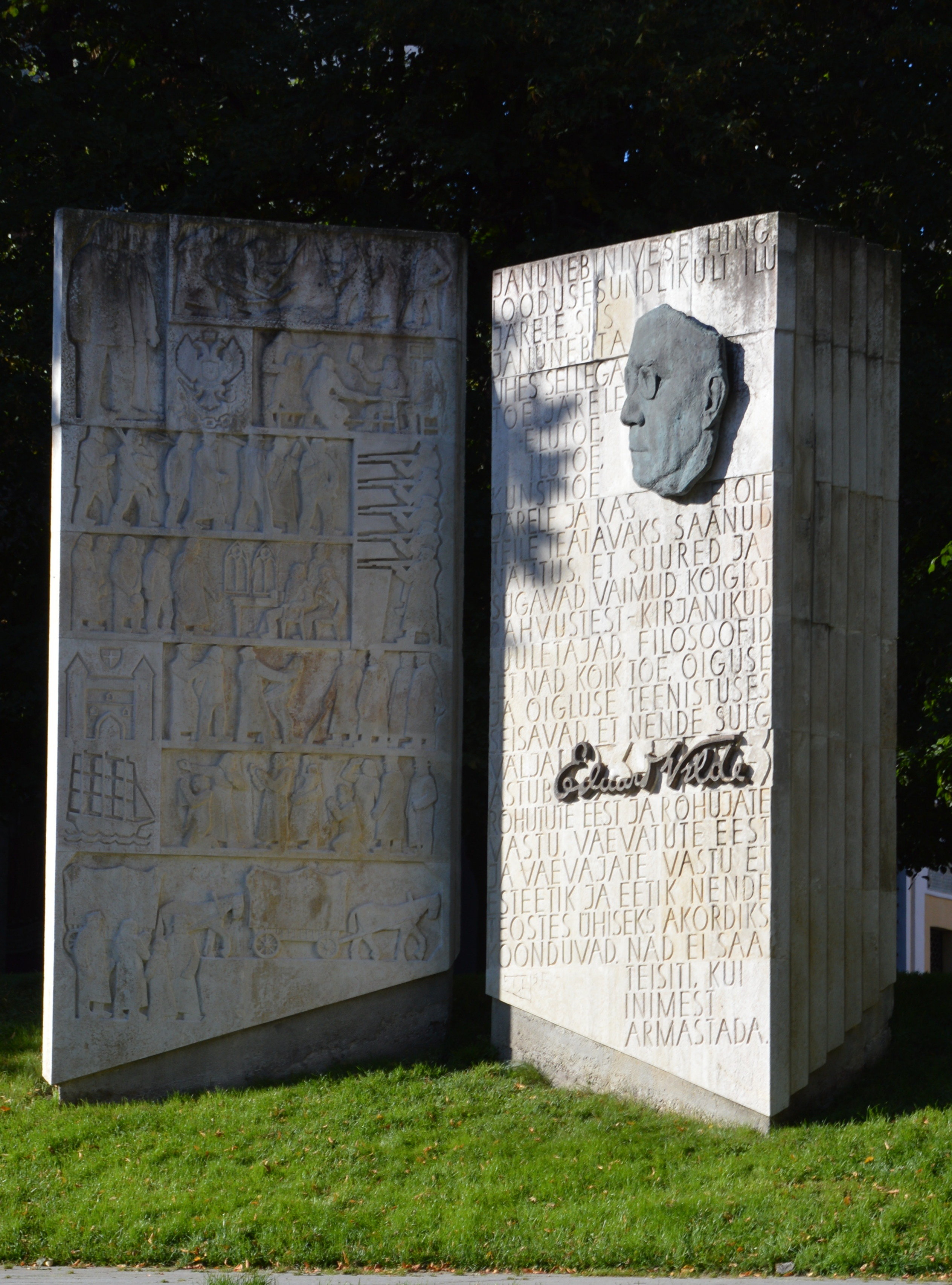
Denkmal für Eduard Vilde in Tallinn (Reval)

Eduard Vilde (* 4. März 1865 in Poidifer; † 26. Dezember 1933 in Tallinn) war ein estnischer Schriftsteller und Begründer des estnischen Realismus sowie Journalist.

## Journalist
Eduard Vilde entstammte einer Familie von Gutshausbediensteten. Er wuchs im Gutshaus von Muuga (deutsch: Münkenhof, heute Gemeinde Laekvere) auf. Von 1878 bis 1882 besuchte er die Kreisschule von Tallinn. 1883–1886 war er in der Redaktion der Zeitung Virulane und von 1887 bis 1890 bei Postimees tätig. 1890 ließ er sich als freischaffender Journalist in Berlin nieder. Von 1883 bis 1905 war er erneut in Estland für verschiedene Zeitungen aktiv, unter anderem bei Virmaline in Narva, Eesti Postimees und Teataja in Tallinn sowie Uudised in Tartu. 1896 lebte er für kurze Zeit in Moskau.

## Exil
Wegen seiner Tätigkeit gegen die zaristische Regierung musste er nach der russischen Revolution von 1905 das Land verlassen. Bis zur Februarrevolution von 1917 lebte er mit seiner Frau Linda Jürmann (1880–1966) im Exil, unter anderem in der Schweiz, Finnland, Deutschland, den USA (1911) und in Kopenhagen (1911–1917).

## Schriftsteller
Nach seiner Rückkehr nach Estland war er 1917/18 als Dramaturg am Theater Estonia beschäftigt. 1919/20 war er im diplomatischen Dienst der jungen Republik Estland als estnischer Gesandter in Berlin, wo er von 1920 bis 1923 als freischaffender Künstler lebte. 1923 kehrte er nach Tallinn zurück.

## Werke (Auswahl)
- Musta mantliga mees (Erzählung, 1886)
- Kuhu päike ei paista (1888)
- Kõtistamise kõrred (1888)
- Karikas kihvti (1893)
- „Linda“ aktsiad (1894)
- Külmale maale (Roman, 1896)
- Raudsed käed (Roman, 1898)
- Mahtra sõda (Roman, 1902; deutsch Aufruhr in Machtra 1952, Neudruck 1984)
- Kui Anija mehed Tallinnas käisid (Roman, 1903)
- Prohvet Maltsvet (Roman, 1905–1908)
- Jutustused (Erzählungen, 1913)
- Mäeküla piimamees (Roman, 1916)
- Tabamata ime (Drama, 1912)
- Pisuhänd (Drama, 1913)
- Side (Drama, 1922)
- Rahva sulased (unvollendet, 1934)

## Deutsche Übersetzungen
Von Vilde liegt bislang erst ein Roman in deutscher Übersetzung vor:
- Aufruhr in Machtra. Deutsch von Adolf Graf. Berlin: Rütten & Loening 1952. 597 S.
  - Neuauflage: Aufruhr in Machtra. Deutsch von Adolf Graf. Ill. Günther Lück. Berlin: Verlag Neues Leben 1984. 382 S.

Folgende Erzählungen sind in Anthologien erschienen:
- Doktor Grauenfels. Übersetzt [aus dem Russischen] von Alfred Edgar Thoss. In: Aus dem Buch des Lebens. Ukrainische und estnische Novellen. Auswahl und Einleitung Erich Müller. Verlag Kultur und Fortschritt, Berlin 1951, S. 109–135.
- Toomas’ Doktor – Casanova sagt Lebewohl. Übersetzt von Helga Viira. In: Der letzte Strandräuber. Estnische Erzählungen aus sieben Jahrzehnten. Ausgewählt von Alexander Baer, Welta Ehlert, Nikolai Sillat. Volk und Welt, Berlin 1975, S. 5–51.
- Als die Bedeutung kam. Übersetzt von Aivo Kaidja. In: Estnische Novellen. Ausgewählt von Endel Sõgel. Perioodika, Tallinn 1979, S. 43–59.